# Prefectura de Samos
La prefectura de Samos (en griego, Νομός Σάμου) era una de las prefecturas de Grecia que formaba parte de la periferia de Egeo Septentrional. La prefectura comprendía la homónima isla de Samos, la isla de Icaria y las pequeñas islas del grupo de Fournoi Korseon. El 1 de enero de 2011, con la nueva división administrativa de Grecia se dividió en dos unidades periféricas: Samos e Icaria.
La prefectura tenía una superficie de 777,95 km² y una población de 44.114 habitantes (2001). La capital era la ciudad de Vathy, situada en la isla de Samos.
Su capital y puerto principal de pasajeros es la ciudad de Vathy, también llamada Samos; otros puertos son la segunda ciudad más poblada de la isla, Karlovassi, y Pythagoreion (llamada Tigani hasta mediados del siglo XX), una localidad en el mismo lugar como capital de Samos durante la antigüedad, un lugar declarado por la UNESCO Patrimonio de la humanidad, en la costa sureste.
El aeropuerto más cercano es el Aeropuerto Internacional de Samos. El aeropuerto mantiene una comunicación táctica con el aeropuerto internacional de Atenas durante todo el año y vuelos chárter desde/hacia el resto de Europa durante las vacaciones de 3 meses de la temporada alta de verano.
Los principales productos de la prefectura de Samos son el vino dulce y el aceite de oliva virgen. Estos dos productos son los principales cultivos de exportación de Samos. Otros cultivos de importancia relativa son los higos secados al sol, las almendras y la miel. La prefectura se divide en las provincias de Samos e Ikaria.

## Municipios y comunas

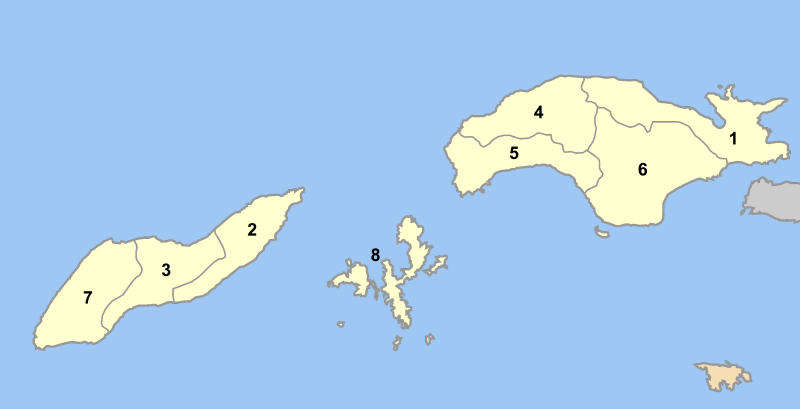
Municipios de la prefectura de Samos.

| Municipios      | Código ΕΣΥΕ | Capital (si es diferente) | Código postal | Código de área |
| --------------- | ----------- | ------------------------- | ------------- | -------------- |
| Agios Kirykos   | 4601        |                           | 833 00        | 22750-2        |
| Evdilos         | 4603        |                           | 833 02        | 22750-3        |
| Fournoi Korseon | 4608        | Fournoi                   | 833 01        | 22750-5        |
| Karlovasi       | 4604        |                           | 832 00        | 22730-3        |
| Marathokampos   | 4605        |                           | 831 02        | 22730-3        |
| Pythagoreio     | 4606        |                           | 831 03        | 22730-6 a 9    |
| Râches          | 4607        |                           | 833 01        | 22750-4        |
| Vathy/Samos     | 4602        |                           | 831-00        | 22730-2        |